# Margitszigeti johannita vár
A margitszigeti johannita vár a Margit-sziget déli végén fekvő kéttornyos római erőd felhasználásával épült, végső formájában négyszögletes, enyhén trapéz alakú épület volt négy saroktoronnyal. Megépítése a tatárjárás után, a Margit-sziget védelmi szerepével függ össze. A vár valószínűleg 1253 előtt épült, és a magyarországi négy saroktornyos várak felbukkanásának egy korai példája volt. A johannita várhoz a keresztesek vendégháza is csatlakozott. A várat a 14. századtól már nem említik, a 19. században még láthatóak voltak a romjai az ott lévő major és vendéglő területén.